# Alder Springs (comté de Glenn, Californie)
Alder Springs (auparavant Oriental) est une communauté non incorporée située dans le comté de Glenn, dans l’État de Californie, aux États-Unis.

## Histoire
Le bureau de poste d’Oriental a ouvert en 1888, avant de changer son nom en Alder Springs en 1917, puis de fermer en 1940.

## Source
- (en) Cet article est partiellement ou en totalité issu de l’article de Wikipédia en anglais intitulé « Alder Springs, Glenn County, California » (voir la liste des auteurs).